# Elecciones presidenciales de Egipto de 2005
La elección presidencial 2005 en Egipto (del 7 de septiembre de 2005) fue la primera elección presidencial en la historia de Egipto en la que participó más de un candidato. El Presidente de Egipto Hosni Mubarak anunció que su legado al país sería la democracia. Sin embargo, sus maniobras para que su hijo Gamal Mubarak quede en posición de sucederlo en el poder, hacen tener dudas sobre sus verdaderas intenciones. La elección fue objetada por muchos grupos, particularmente debido a que Mubarak escogió a sus oponentes en esta elección.
Entre la llegada al poder de Hosni Mubarak en 1981 y 2005 solo hubo plebiscitos, en donde los egipcios respondían si querían a Mubarak como presidente o no. Todos ellos fueron ganados por el presidente, si bien algunas organizaciones como Human Rights Watch expresaron su preocupación por la transparencia de estos procesos.

## Candidatos
La elección de 2005 fue la primera en la que participaron candidatos apoyados por diferentes partidos. Diez candidatos participaron en la elección. Los principales son:
- Hosni Mubarak del Partido Nacional Democrático
- Numan Gumaa del Nuevo Partido Wafd
- Ayman Nour del Partido al-Ghad

También participaron:
- Osama Shaltut del Partido Solidaridad
- Wahid al-Uqsuri del Partido Socialista Egipcio Árabe
- Ibrahim Turk del Partido Unión Democrática
- Ahmad al-Sabahi del Partido Umma
- Rifaat al-Agrudi del Partido Concordia Nacional
- Fawzi Ghaza del Partido Egipto 2000
- Mamduh Qinawi del Partido Constitucional

Una modificación a la constitución, aprobada por referendo en mayo de 2005 abrió el camino para las elecciones presidenciales con múltiples candidatos y dio a las cortes judiciales (y no al gobierno ni al parlamento) la potestad de regir el proceso. Anteriormente, los egipcios solo habían sido consultados bajo la forma de plebiscito (aprobar o rechazar) al candidato propuesto por el Parlamento de Egipto, dominado por el PDN. 
Algunos de los principales partidos de oposición no aceptaron participar en la elección, afirmando que era poco probable que éstas fueran libres y justas. Los oponentes a la elección dijeron que la reforma no era lo suficientemente libre dado que mantenía un estricto control del proceso por parte del gobierno, sometía las postulaciones a una selección previa por autoridades nombradas por el gobierno y daba a los candidatos independientes poco margen de maniobra, lo que hacía que el PDN tuviera una abrumadora ventaja.
Diferentes organizaciones humanitarias egipcias y del mundo árabe en general solicitaron a los votantes que se abstuvieran de votar o que votaran por alguno de los candidatos de oposición a Mubarak, según comunicado de la Red de Información Árabe por los Derechos Humanos (HRINFO) emitido en la semana precedente a las elecciones. Se basaban estas organizaciones en el largo historial de violaciones a los derechos humanos del régimen egipcio, que incluye desapariciones de oponentes, torturas, violación de derechos cívicos, prisión sin juicio, etc. Añadía el comunicado que lejos de ser actos del pasado, estas prácticas continuaban siendo utilizadas en ese momento. Hasta la fecha no ha sido autorizada una investigación independiente de estos hechos.
El más grande grupo islamista de Egipto, los Hermanos Musulmanes, afirmaron que no apoyarían a ningún candidato, pero animaron a la gente a participar en la elección.

## Campaña Electoral
A diferencia de las consultas anteriores, en donde las relaciones entre Egipto y sus vecinos eran el tema principal, la campaña presidencial para la elección presidencial 2005 se centró en temas internos. Los candidatos de oposición centraron su campaña sobre el atraso del país en infraestructura, servicios, educación, etc. tras 25 años de mandato de Mubarak. La campaña de Mubarak, en cambio, trataba de enfocarse en los grandes logros de Egipto en sus relaciones con el resto del mundo.

## Observación electoral
Las autoridades electorales decidieron no admitir la presencia de observadores nacionales ni internacionales en los centros de votación. Organizaciones como la Organización Egipcia de los Derechos Humanos lucharon por obtener la posibilidad de participar como observadores y entrenaron a un gran número de personas para ello. Una semana antes de la elección, una corte judicial decidió anular la resolución de las autoridades electorales de prohibir la presencia de observadores en los centros de votación, pero las autoridades electorales decidieron no tomar en cuenta esa decisión y mantuvieron la prohibición, permitiendo solamente el acceso a los centros a los testigos de los candidatos.

## Votación
Durante la mañana del día de la votación surgieron las primeras denuncias de fraude. Se denunció entre otras cosas que los miembros del partido de gobierno presionaban a los votantes en las mesas para que votaran por el actual presidente. En otros centros se ofreció a los votantes cestas de comida para invitarlos a votar. En el Cairo, una manifestación opositora tuvo lugar la mañana de la votación invitando a la abstención, pero a pesar de la prohibición de manifestaciones, esta no fue reprimida. En algunos pueblos, cuando a principios de la tarde pocos habían votado, se informó a la población por alto-parlantes que aquellos que no votaran serían multados; de esa forma lograron que las filas de votación se llenaran y al momento de la votación las personas fueron instruidas para votar "por la media luna" (signo del partido de gobierno) para efectivamente evitar la multa.

## Resultados

### Anuncio preliminar
La Comisión Electoral anunció que el 23% de los votantes inscritos participaron en la votación, dándole una amplia victoria a Hosni Mubarak con el 88,6% de los votos, seguido de Ayman Nour con 7,5%. Ayman Nour anunció que solicitaría que las elecciones se repitieran, debido a la gran cantidad de denuncias de fraude. Los seguidores de Nour estimaban que sin las interferencias del partido de gobierno habrían llegado al 20% de los votos. Las organizaciones de observación electoral criticaron la amplitud de los casos de fraude, pero no consideraron que éstos hubieran cambiaron el resultado de las elecciones, sino solo la distancia porcentual entre los candidatos.

### Resultados oficiales
Según las cifras definitivas, Hosni Mubarak recibió 88% de los votos en los comicios del 7 de septiembre. La participación fue de 23% de los 32 millones de electores, es decir, 6,5 millones de votantes lo apoyaron. Mubarak fue juramentado como presidente el 27 de septiembre de 2005.